# LHS 1565
LHS 1565 или GJ 1061 — одиночная звезда в созвездии Часов. Находится на расстоянии приблизительно 12 световых лет (3,69 пк) от Солнца.

## Характеристики
Это красный карлик спектрального класса M5,5 главной последовательности. Звезда входит в список ближайших к Земле звёзд.
Звезду, возможно, открыл Виллем Якоб Лейтен, который определил собственное движение для 520 000 звёзд. В 1997 году Консорциум исследования близлежащих звёзд (RECONS), пересмотрел местоположение LHS 1565, определив точное расстояние до звезды в 11,938 световых лет. Оценка 2014 года: 12,04±0,06 св. года (3,692+0,018/−0,017 парсека или 113,9±0,5 петаметра) при параллаксе 270,86±1,29.
Масса звезды составляет 11,3 % от массы Солнца, светимость — 0,1 % солнечной.

## Планеты
У звезды были обнаружены три планеты:

## Ближайшее окружение звезды
Следующие звёздные системы находятся на расстоянии в пределах 10 световых лет от LHS 1565:
| Звезда          | Спектральный класс | Расстояние, св. лет |
| Звезда Каптейна | M1 V               | 3,7                 |
| LP 944-020      | M9                 | 4,9                 |
| Эпсилон Эридана | K2 V               | 6,9                 |
| Лейтен 726-8    | M5,6 Ve            | 7,1                 |
| τ Кита          | G8 Vp              | 7,6                 |
| 82 Эридана      | G8 V               | 7,9                 |
| YZ Кита         | M4,5 Ve            | 8,4                 |
| Сириус AB       | A1 V / DA2         | 8,9                 |

## Изображения
Гал.долгота 251,8696° 

Гал.широта −52.9049° 

Расстояние 11 938 св. лет